# Chutes Too Narrow
Chutes Too Narrow is het tweede studioalbum van de Amerikaanse indierockband The Shins. Het werd uitgebracht op 21 oktober 2003 door Sub Pop. De productie lag in handen van Phil Ek, die ook werkt met andere bands, zoals Built to Spill en Modest Mouse. Op het album worden The Shins in het nummer "Saint Simon" bijgestaan door de violiste Annemarie Ruljancich.
Het album werd door het tijdschrift Slant Magazine op de 91ste positie geplaatst in een lijst van de beste albums van het decennium 2000-2009. Het werd betrekkelijk positief ontvangen door de muziekrecensenten. Op Metacritic kreeg het een score van 88 van de 100. Het album werd genonimeerd voor een Grammy Award voor Best Recording Package. De albumhoes is ontworpen door Jesse Ledoux. De nummers "Gone for Good" en "Those to Come" werden beiden gebruikt in de film In Good Company in 2004.

## Tracklist
Alle muziek en teksten zijn geschreven door James Mercer. 
| 1.                 | Kissing the Lipless              | 3:19 |
| 2.                 | Mine's Not a High Horse          | 3:20 |
| 3.                 | So Says I                        | 2:48 |
| 4.                 | Young Pilgrims                   | 2:47 |
| 5.                 | Saint Simon                      | 4:25 |
| 6.                 | Fighting in a Sack               | 2:26 |
| 7.                 | Pink Bullets                     | 3:53 |
| 8.                 | Turn a Square                    | 3:11 |
| 9.                 | Gone for Good (A Call to Apathy) | 3:13 |
| 10.                | Those to Come                    | 4:24 |
| Totale duur: 33:50 |                                  |      |

| Nr. | Titel      | Duur |
| --- | ---------- | ---- |
| 11. | Mild Child | 4:29 |